# 黄旗海镇
黄旗海镇，是中国内蒙古自治区乌兰察布市察哈尔右翼前旗下辖的一个镇。

## 行政区划
黄旗海镇共辖以下地区：
六苏木村、沙泉村、四号卜村、富贵村、赵家村、章毛村、麻盖营村、泉脑村、老羊圈村、圣家营村、大喇嘛营村、赛汉村、章盖营村、南界村、乔家村、移民区一区生活区、移民区二区生活区和移民区三区生活区。

## 交通
- 京包铁路：苏集站
- 208国道